# Иванькин
Иванькин (бел. Іванькін) — посёлок в Столбунском сельсовете Ветковского района Гомельской области Белоруссии.

## Административное устройство
До 11 января 2023 года входил в состав Малонемковского сельсовета. В связи с объединением Столбунского, Малонемковского и Яновского сельсоветов Ветковского района Гомельской области в одну административно-территориальную единицу — Столбунский сельсовет, включен в состав Столбунского сельсовета.

## География

### Расположение
В 42 км на северо-восток от Ветки, 63 км от Гомеля.

### Гидрография
На западе мелиоративный канал.

## Транспортная сеть
Транспортные связи по просёлочной, затем автомобильной дороге Казацкие Болсуны — Светиловичи. Застройка деревянная усадебного типа.

## История
Основан в начале XX века. В 1909 году хутор Ивановский в Покоцкой волости Гомельского уезда Могилёвской губернии, 846 десятин земли. В 1930 году жители вступили в колхоз. 11 жителей погибли на фронтах Великой Отечественной войны. В 1959 году в составе совхоза «Северный» (центр — деревня Малые Немки).

## Население

### Численность
- 2004 год — 1 хозяйство, 2 жителя.

### Динамика
- 1909 год — 1 двор.
- 1940 год — 21 двор, 157 жителей.
- 1959 год — 78 жителей (согласно переписи).
- 2004 год — 1 хозяйство, 2 жителя.